# دانوتا شافلارسکا
دانوتا شافلارسکا (لهستانی: Danuta Szaflarska؛ تلفظ لهستانی: [daˈnuta ʂafˈlaɾska]؛ زاده ۶ فوریه ۱۹۱۵ – درگذشته ۱۹ فوریه ۲۰۱۷) بازیگر تئاتر و سینما اهل لهستان بود.
از فیلم‌های او می‌توان به شال‌گردن زرد، شکایت، آغاز بهار، یانوشیک: روایتی واقعی، وداع ناممکن و ترانه‌های ممنوعه اشاره کرد.
دانوتا شافلارسکا در ۱۹ فوریه ۲۰۱۷ در سن ۱۰۲ سالگی درگذشت.